# Pompeo Trogo
Gneo Pompeo Trogo (in latino Gnaeus Pompeius Trogus; Narbona, seconda metà del I secolo a.C. – I secolo d.C.?) è stato uno storico romano del periodo augusteo.

## Biografia
Brevi notizie sulla sua famiglia erano fornite dall’autore stesso. Essa apparteneva alla stirpe dei Voconzi, importante popolazione della Gallia sud-orientale; al tempo di Pompeo o di Cesare i Voconzi furono foederati (alleati) ai Romani e da Pompeo, appunto, impegnato nella guerra contro Sertorio in Spagna fra il 76 e 72 a.C., ottenne la cittadinanza romana un Trogo, antenato del nostro storico.
Il padre del nostro, figlio del Trogo che ottenne la cittadinanza al tempo della guerra sertoriana, prestò servizio sotto Cesare, probabilmente al tempo della guerra gallica).
Trogo sarebbe nato intorno al 40 a.C. o anche poco prima: fiorì quindi tra l’ultimo decennio del I sec. a.C. e i primi decenni del I secolo d.C. Si può presumere che la sua attività di scrittore si sia svolta a Roma, certamente sulla base di una buona educazione retorica, che traspare soprattutto dall’unico ampio e sicuro suo frammento originale, ma anche dall’intera opera, pur attraverso il filtro di Giustino che, peraltro, lo dice vir priscae eloquentiae.

## Opere

### Historiae Philippicae

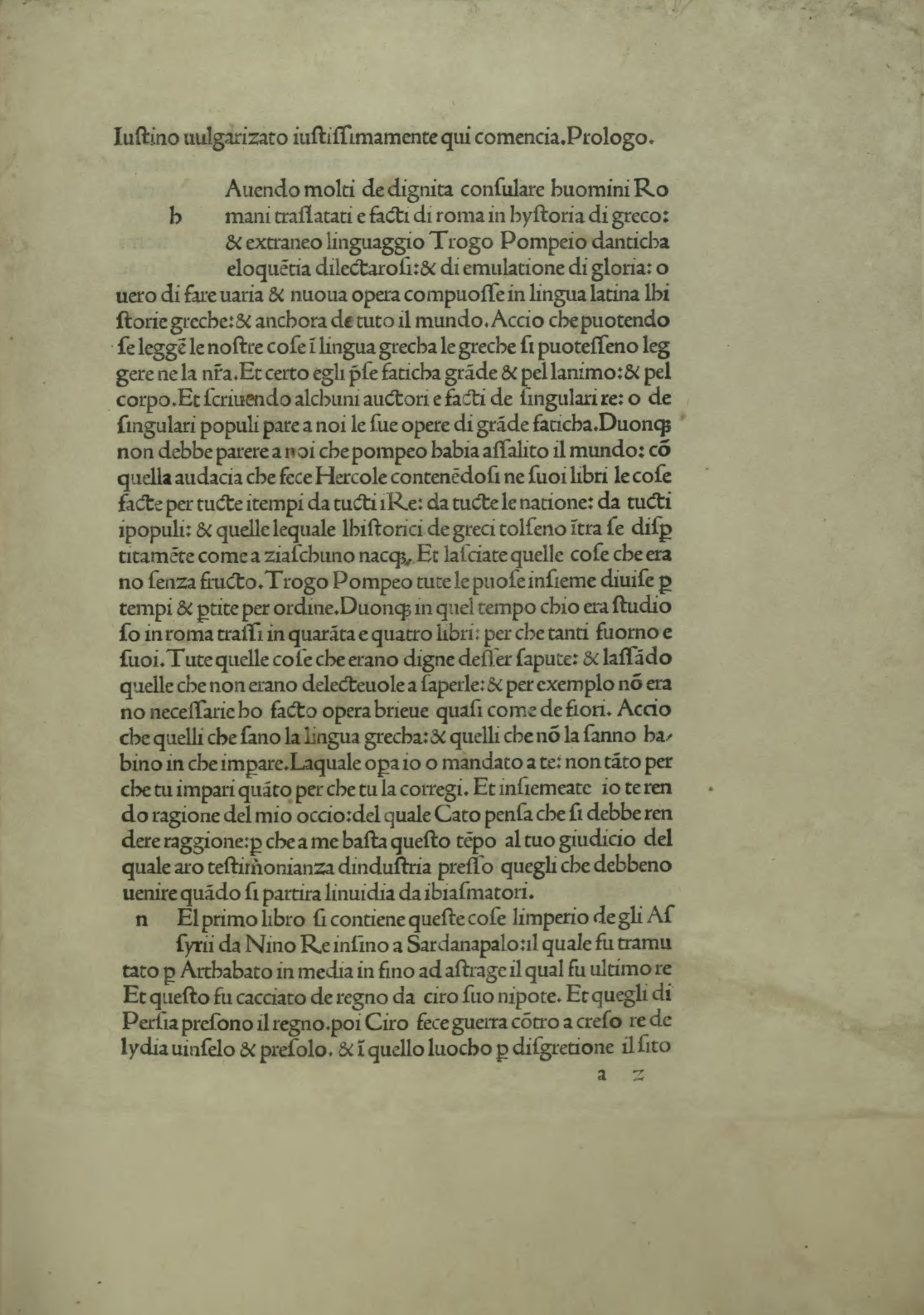
Edizione quattrocentesca dellEpitome historiarum Trogi Pompeii

La sua opera principale erano le Historiae Philippicae (Storie filippiche) in 44 libri, una vera e propria storia universale, che andava dalle antichissime vicende di Babilonia fino ai tempi dell'autore. Ne possediamo solo dei frammenti e i prologi (ossia i sommari dei singoli libri), ma ci resta un compendio, l'Epitoma Historiarum Philippicarum Pompei Trogi, fatto nel II o III secolo da Marco Giuniano Giustino, che aveva estratto i principali punti dell'opera di Trogo e li aveva collegati tra loro, ricavandone 250 capitoli: "di questi 44 libri" – dice Giustino nella prefazione all'epitome – "ho estratto quello che mi è parso più degno di essere conosciuto".
L'opera è una storia del Mediterraneo orientale, tanto che il titolo rimanda volutamente a Filippo II di Macedonia. Nei primi 6 libri viene fatta una storia della Grecia e dell'Asia, poi ci si sofferma su Filippo di Macedonia e suo figlio Alessandro Magno (libri VII-XII). Notevole interesse rivestono tutti i rapporti della Grecia con Roma: le guerre contro Pirro dell'Epiro, i re macedoni Filippo V e Perseo, Mitridate VI del Ponto e i Parti. Una parte importante riveste anche l'ebraismo, di cui tracciano le origini ed i rapporti con Roma. Alla capitale dell'impero sono dedicati solo 2 libri su 44, ma bisogna vedere quanto, in questa riduzione, fu opera di Giustino e quanto opera dello stesso Pompeo Trogo.
Gli eroi di Pompeo Trogo sono Filippo ed Alessandro, ma anche Pirro, Annibale e Mitridate. Trogo rivendica all'antica Macedonia e all'Oriente in generale un ruolo di primo piano nella storia antica, e la considera la parte dell'Impero romano economicamente e culturalmente più evoluta. Lo storico cerca di sminuire l'importanza egemonica di Roma, lasciando intravedere un senso di sfiducia nella direzione politica dell'Urbe proprio quando essa appariva più forte e più saggia. Il mito di Roma trionfante, che si trova contemporaneamente in Tito Livio, è qui visto con occhio disincantato: Trogo è stato uno dei pochi storici romani a non vedere tutta la Storia in funzione di Roma.
La sua narrazione è molto tendente al patetico, con iperboli, ripetizioni ed anafore in quantità. Preferisce il discorso indiretto, come Cesare, e disdegna quello diretto, più proprio di Livio, tranne, forse, in un caso: il discorso di Mitridate agli alleati antiromani.
Le fonti utilizzate sono greche, ricavate dagli ellenistici Duride di Samo e Filarco di Atene, Eforo di Cuma, Polibio, Posidonio di Apamea, Teopompo di Chio, fino al contemporaneo Timagene, famoso per le sue posizioni antiromane, probabilmente riunite in un perduto compendio di storia universale ellenistica (si pensi all'opera storica dello stesso Timagene di Alessandria).

### De animalibus
A parte l'opera storiografica, Trogo si sarebbe interessato anche di zoologia, componendo un De animalibus, utilizzato da Plinio il Vecchio, che comprendeva almeno dieci libri. Dalle citazioni emerge come l'autore narbonese seguì pedissequamente Aristotele: del resto, l'attenzione alle digressioni emergeva anche nelle Historiae, a giudicare dal compendio di Giustino.

### Edizioni
- (LA) Pompei Trogi fragmenta, collegit Otto Seel, Lipsiae, in aedibus B.G. Teubneri, 1956.

### Studi
- Alice Borgna, Il De animalibus e la leggenda delle origini in Pompeo Trogo (Iust. 43.2) (PDF), in Athenaeum, 102/II, Como, New Press, 2014,  pp. 475-489.
- (EN) John C. Yardley, Justin and Pompeius Trogus: A Study of the Language of Justin's Epitome of Trogus, Toronto, University of Toronto Press, 2003, ISBN 0-8020-8766-3.